# Xiphosceloides antoini
Xiphosceloides antoini är en skalbaggsart som beskrevs av Holm 1992. Xiphosceloides antoini ingår i släktet Xiphosceloides och familjen Cetoniidae. Inga underarter finns listade i Catalogue of Life.